# Adolescència

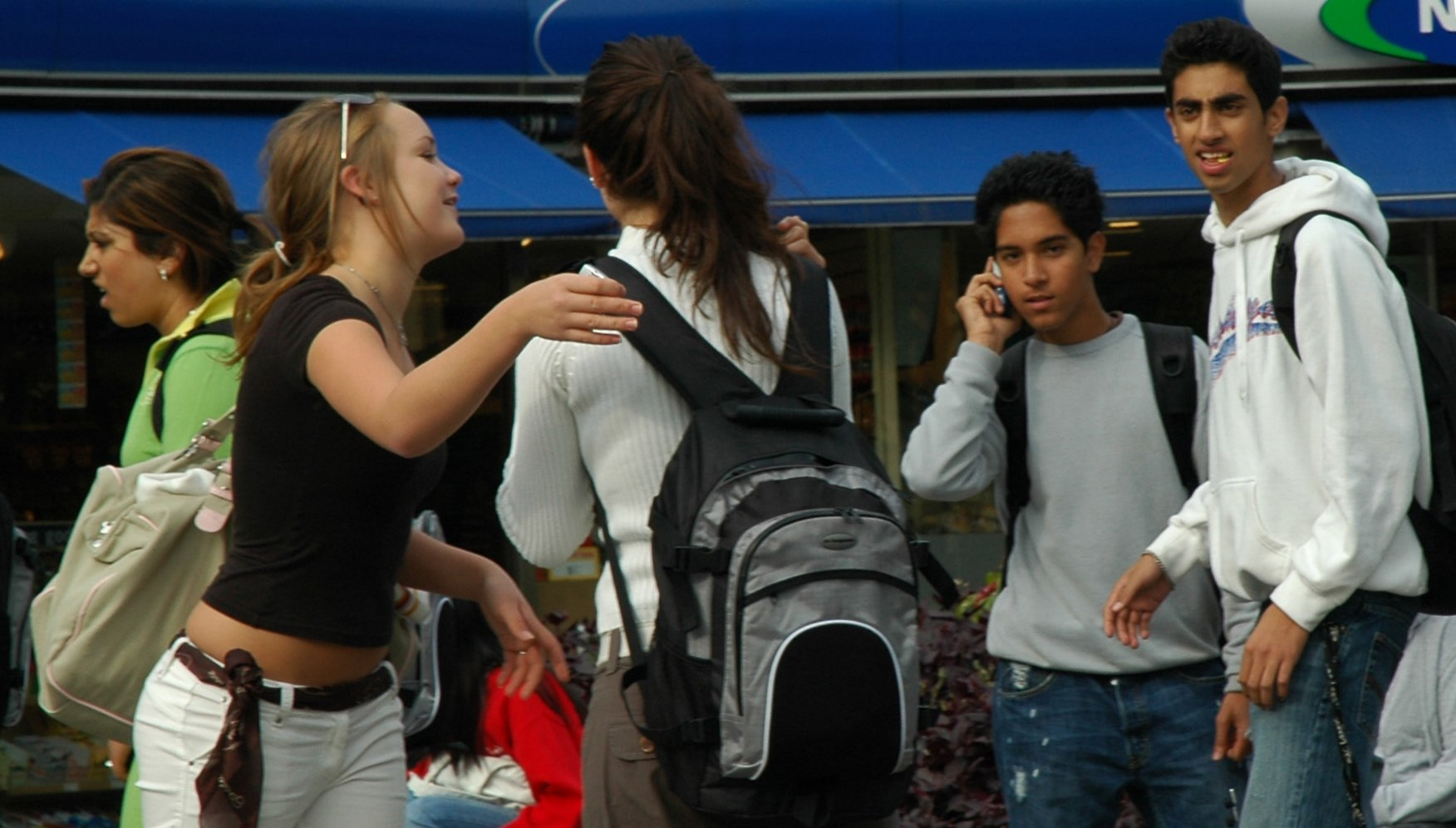
Grup d'adolescents.

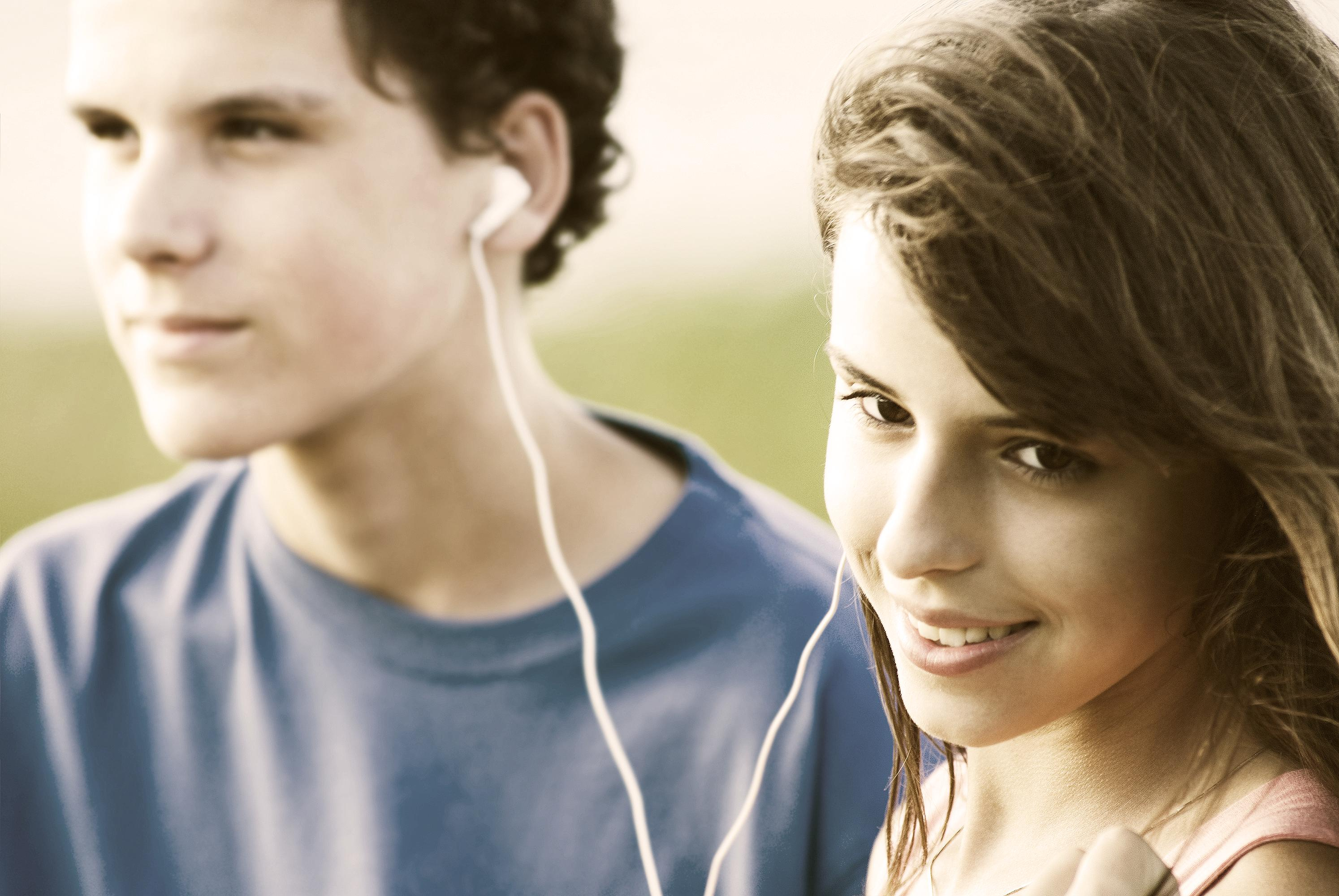
Grup d'adolescents.

L'adolescència és en un període de desenvolupament físic i psicològic humà. És l'estadi de la transició entre la infància i l'edat adulta.
Des del punt de vista físic, aquest estadi s'inicia aproximadament amb la pubertat i acaba amb la formació del cos adult, però les expressions psicològiques, cognitives, culturals i socials de l'adolescència poden començar abans i acabar bastant més tard. L'OMS defineix l'adolescència com l'etapa que va entre els 11 i 19 anys. Considera dues fases, l'adolescència primerenca 12 a 14 anys i l'adolescència tardana 15 a 19 anys.
Moltes cultures difereixen en quina és l'edat en la qual les persones arriben a ser considerades adultes, la dita majoria d'edat, la qual cosa implica també canvis en la situació legal de les persones. En algunes regions el pas de l'adolescència a l'edat adulta se celebra amb actes socials.

## Rituals de pas i tradicions

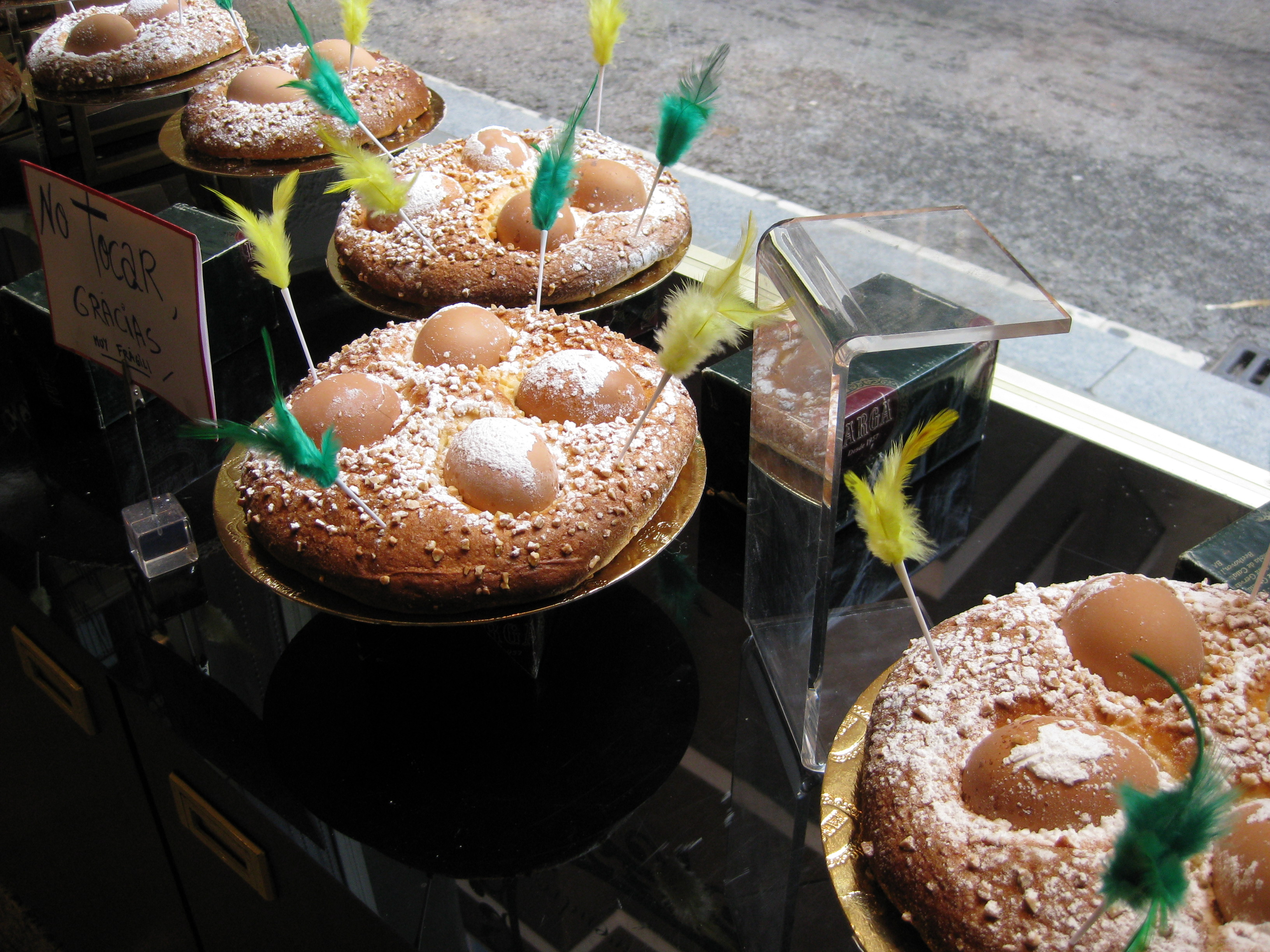
Mones de Pasqua amb dos i quatre ous

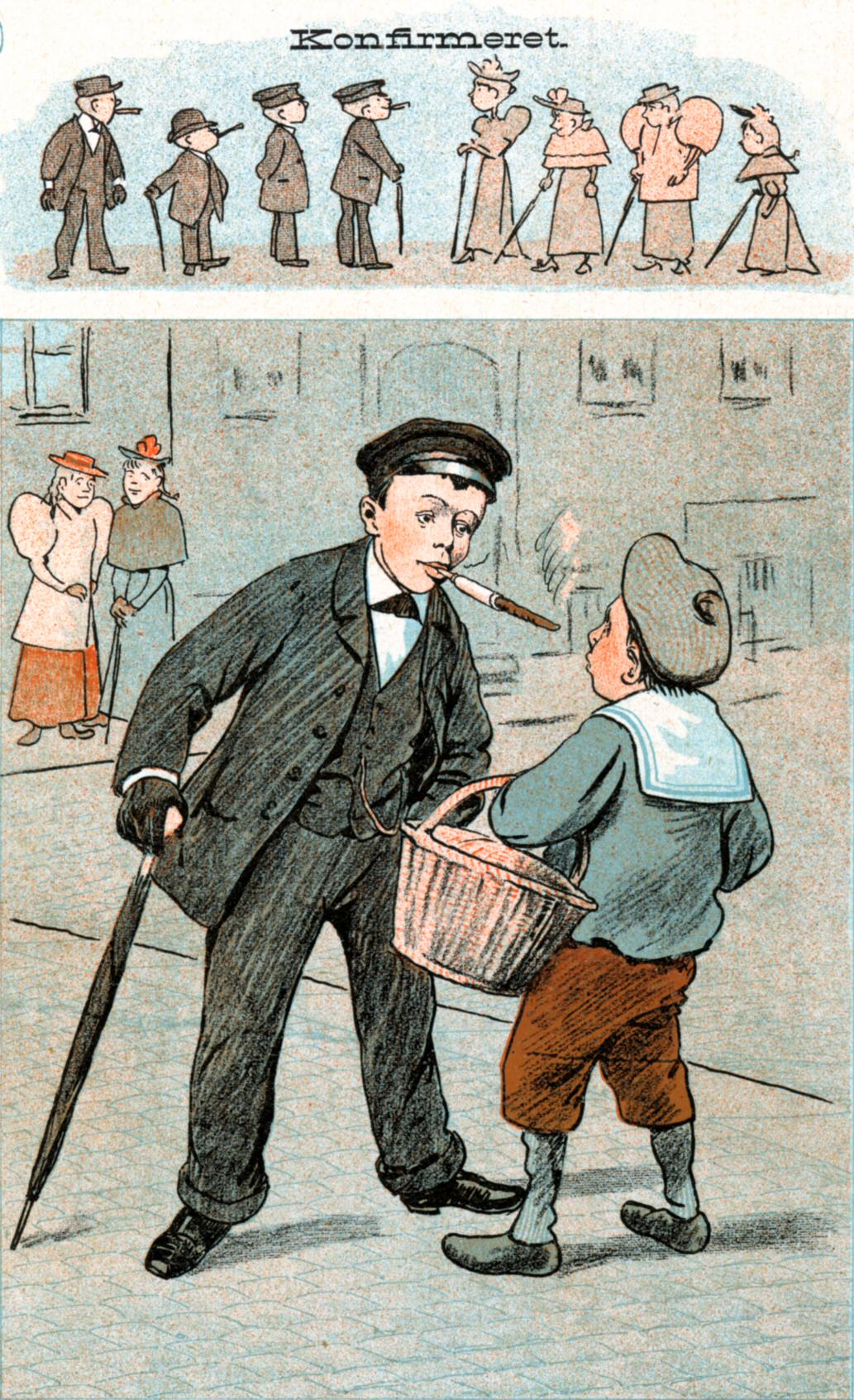
La persona de l'esquerra ha rebut la confirmació i és un adult, mentre que la de la dreta encara no, i és un nen.

L'arribada a l'adolescència s'ha celebrat sempre amb distints ritus de passada i tradicions. Per exemple, a alguns països d'Amèrica s'organitzen festes com la festa de quinze anys; al Japó la celebració de l'arribada de l'adolescència es diu "seijin shiki" (literalment, la "vinguda de l'edat"); i la tradició jueva considera que els nens passen a ser membres de la comunitat adulta a l'edat de tretze anys i de les xiques a l'edat de dotze, i aquesta transició se celebra mitjançant un ritual, anomenat "Bat Mitzvah" per a les dones i "Bar Mitzvah" per als homes.
A Espanya tradicionalment es considerava que als tretze anys nens i nenes passaven a adults. Es simbolitzava típicament a Pasqua, per mitjà de la mona de Pasqua. Aquesta tenia un ou per a cada any que tenia el nen i se li oferia una fins als dotze anys. Un cop rebuda la mona amb la dotzena d'ous, l'any següent es considerava ja adult i no en tornava a rebre cap. Un altre ritual tradicional religiós de pas a l'adolescència era rebre el sagrament de la confirmació catòlica.
Quan el pas de la infantesa a l'adultesa es fa en un ritual definit i puntual, la línia divisòria entre ambdues és clara i l'adolescència és curta. L'infant passa a considerar-se adult i com a tal accedeix a una vida sexual activa i adquireix responsabilitats i poder a la comunitat on viu. En altres cultures el procés és més perllongat i s'hi succeeixen rituals i tradicions de vegades progressivament, allargant aquest període de transició que és l'adolescència. Alguns d'aquests rituals tradicionals al món occidental han estat, per exemple, el pas de portar pantalons o faldilla curts a llargs, començar a fumar, començar a beure alcohol, visitar prostíbuls, usar mitges transparents (de seda o de niló), tenir permís per a maquillar-se o per a usar sabates de taló alt. En general, a falta de rituals establerts, els nens solen prendre les activitats estipulades com a adultes com a "fals ritual", fals en el sentit d'artificial, de transició a l'adultesa. Aquesta voluntat i intents són de vegades vistos com una actitud de revolta.

## Durada de l'adolescència

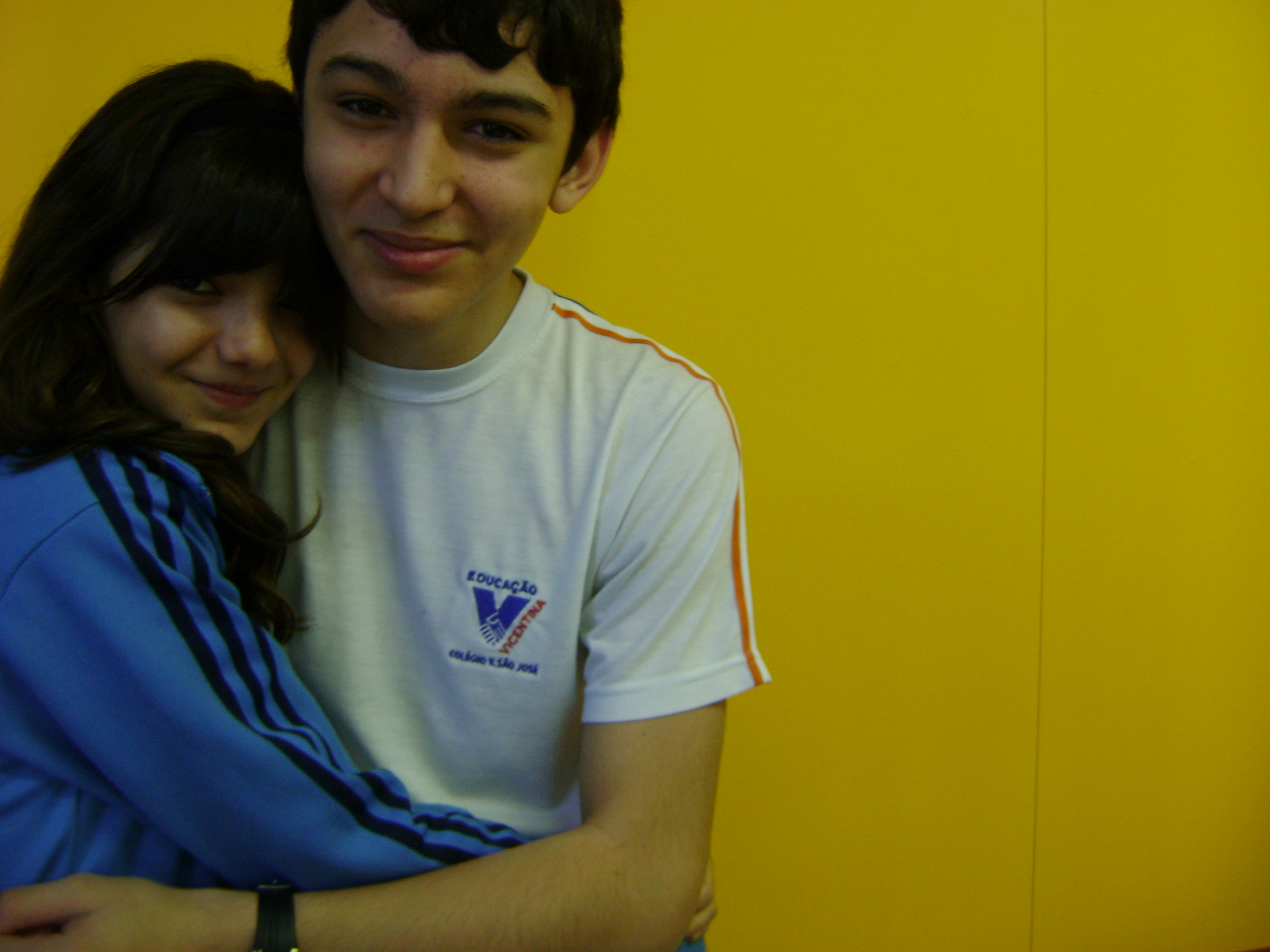
Parella d'adolescents

L'adolescència és una idea creada artificialment pel món occidental modern. La cultura occidental en general ha acabat amb els rituals de pas clars i definits i tendeix a allargar cada vegada més les activitats infantils, la dependència i la irresponsabilitat fins a edats més avançades. Sembla que fa por que el nen investigui pel seu compte, cometi errors o es faci mal. Així no aprèn a independitzar-se ni a trobar la seva pròpia identitat. Ara els humans arriben a la pubertat física tres o quatre anys abans que fa un o dos segles, per exemple en el segle xix a les noies els venia la regla típicament vers els setze anys. En canvi, l'edat en la qual la nostra societat avui dona responsabilitats adultes de facto arriba, per a alguns autors, a fins als vint-i-sis anys. Queda doncs una llarga etapa de persones amb cos adult, físicament desenvolupat completament, però que encara no han adquirit les habilitats ni aptituds per a viure pel seu compte.
D'altra banda, a més, actualment, no són els adolescents els que cerquen vestir com els seus pares i mares sinó més aviat al contrari, en algunes societats, com l'estatunidenca, són més aviat els progenitors adults els que tendeixen a voler vestir i comportar-se com els adolescents. Això és en part a causa de l'exaltació de l'adolescència que es fa als mitjans de comunicació de masses amb fins comercials.

## Psicologia
L'adolescència és l'edat principal de formació de la personalitat. Es caracteritza psicològicament pels següents trets: cerca de nous referents, diferents de la família, fet que pot desembocar en la rebel·lia contra el món adult; importància del grup d'iguals; descoberta de la sexualitat; adquisició del pensament abstracte, que possibilita la implicació en moviments i grups socials i els estudis superiors; inestabilitat emocional; creació de normes morals noves, sovint desafiant els límits establerts (es pot plasmar en el desig de tenir conductes de risc o l'ànsia diferenciar-se de la resta per la roba o la parla) i tendència a la idealització o demonització de les institucions, corrents, persones o idees.
L'adolescència es caracteritza per ser una etapa d'inestabilitat emocional. És el moment del pas a la infantesa a l'edat adulta, quan els joves comencen a prendre consciència de com funciona el món que els envolta i a desenvolupar la seva pròpia identitat, anteriorment guiada pels pares. Els estereotips donen una imatge de l'adolescent com una persona rebel, distreta, inestable. Durant aquesta etapa s'experimenten un gran nombre de canvis, tant físics com psicològics, i això sovint provoca confusió en l'individu en la manera com s'ha de comportar. No obstant això, també es descriu l'adolescència com la millor etapa de la vida d'una persona, ja que és el moment quan es comença a experimentar i descobrir activitats del món adult desconegudes anteriorment.